# Baza danych szeregów czasowych
Baza danych szeregów czasowych to system zarządzania danymi zoptymalizowany do przechowywania, udostępniania i przetwarzania szeregów czasowych zawierających informacje o czasie i zarejestrowanej wartości. W niektórych przypadkach szeregi czasowe nazywane są profilami, krzywymi, śladami lub trendami. Początkowo rozwiązania baz danych szeregów czasowych pojawiły się w zastosowaniach przemysłowych. Powstały systemy, które mogłyby efektywnie przechowywać pomiary pochodzące z urządzeń pomiarowych (nazywano je  historianami). Z czasem jednak obszar ich zastosowania uległ poszerzeniu i tego typu rozwiązania znajdują zastosowanie w  znacznie szerszym zakresie zastosowań.
W wielu przypadkach rejestrowane dane szeregów czasowych podlegają algorytmom kompresji. Chociaż możliwe jest przechowywanie tych danych w wielu różnych typach baz, konstrukcja systemów wykorzystujących czas jako kluczowy indeks wyraźnie różni się od relacyjnych baz danych. W systemach przetwarzania serii czasowych dane przetwarzane są za pomocą modeli referencyjnych.

## Przegląd
Zbiory danych szeregów czasowych są stosunkowo duże i jednolite w porównaniu z innymi zbiorami danych. Zwykle tego typu dane składają się ze znacznika czasu i powiązanych danych pomiarowych.  Zbiory danych zawierające szeregi czasowe zawierają mniej relacji między kolejnymi wpisami danych w różnych tabelach i nie wymagają przechowywania kolejnych wpisów przez czas nieokreślony.  Unikalne właściwości zbiorów danych zawierających szeregi czasowe oznaczają, że bazy danych szeregów czasowych mogą zapewnić znaczną poprawę wykorzystania przestrzeni dyskowej oraz wydajności systemu w porównaniu z bazami danych ogólnego przeznaczenia. Na przykład, ze względu na jednolitość danych wewnątrz szeregów czasowych, wyspecjalizowane algorytmy kompresji mogą zapewnić lepszą kompresję danych w porównaniu ze zwykłymi algorytmami kompresji zaprojektowanymi do pracy na mniej jednolitych danych. Bazy danych szeregów czasowych można również skonfigurować tak, aby regularnie usuwały (lub zmniejszały) stare dane, w przeciwieństwie do zwykłych baz danych, które są przeznaczone do przechowywania danych przez czas nieokreślony. Specjalne skonstruowane w tym celu indeksy baz danych mogą również zwiększyć wydajność zapytań.

## Lista baz danych szeregów czasowych
Poniższe systemy zostały wyposażone w funkcjonalność zoptymalizowaną do obsługi szeregów czasowych.
| Nazwa               | Licencja                                      | Język implementacji                |
| ------------------- | --------------------------------------------- | ---------------------------------- |
| Apache IoTDB        | Apache License 2.0                            | Java                               |
| Apache Kudu         | Apache License 2.0                            | C++                                |
| Apache Pinot        | Apache License 2.0                            | Java                               |
| CrateDB             | Apache License 2.0                            | Java                               |
| eXtremeDB           | Commercial                                    | SQL, Python, C / C++, Java, and C# |
| InfluxDB            | MIT. Chronograf AGPLv3, Clustering Commercial | Go (version 2), Rust (version 3)   |
| Informix TimeSeries | Commercial                                    | C / C++                            |
| Kx kdb+             | Commercial                                    | Q                                  |
| MongoDB             | Server Side Public License                    | C++, JavaScript, Python            |
| Prometheus          | Apache License 2.0                            | Go                                 |
| RedisTimeSeries     | RSALv2/SSPLv1                                 | C                                  |
| Riak-TS             | Apache License 2.0                            | Erlang                             |
| RRDtool             | GPLv2                                         | C                                  |
| TimescaleDB         | Apache License 2.0                            | C                                  |
| Whisper (Graphite)  | Apache License 2.0                            | Python                             |